# 65,536
65,536(육만오천오백삼십육)은 65,535보다 크고 65,537보다 작은 자연수다.

## 수학
- 합성수로, 그 약수는 총 17개다. (1, 2, 4, 8, 16, 32, 64, 128, 256, 512, 1024, 2048, 4096, 8192, 16384, 32768, 65536)
  - 65536의 진약수의 합은 65535이므로, 65536은 부족수다.
- 256번째 제곱수다. 앞의 제곱수는 65025, 다음은 66049다.
- 16번째 네제곱수다. 앞의 네제곱수는 50625, 다음은 83521이다.
- 4번째 8제곱수다. 앞의 8제곱수는 6561, 다음은 390625다.
- 2번째 16제곱수다. 다음 16제곱수는 43046721이다.